# جمعية المحافظين التقدمية لنوفا سكوشا
جمعية المحافظين التقدمية لنوفا سكوشا (بالإنجليزية: Progressive Conservative Association of Nova Scotia)‏ هو حزب سياسي كندي، أسس في                                                                  1867، يقع مقره في هاليفاكس.g                                                   

## أعضاء بارزون
- كود سباركل
- تحديث القائمة

- جون بوكانان (سياسي)
- Robert Stanfield
- رودني ماكدونالد
- تيم هوستون
- ألكسندر كيث
- حيرام بلانشارد
- سيمون هيو هولمز
- Hinrich Bitter-Suermann
- Harvey Veniot
- "Big" Donnie MacLeod